# Shane Walsh
Shane Walsh a The Walking Dead  egyik főszereplője.

## Téma
Lorival az 1. évadban szeretők lettek azzal a tudattal, hogy a kómában lévő  Rick halott, ám az 1. évad 3. részében Rick megtalálja családját és Lori véget vett Shane-nel való "kapcsolatának". Shane féltékeny Rickre és jó barátokból ellenségek lettek.

## 1. évad
Shane seriff helyettes, ő volt aki védelmezte Lorit, Carlt és persze egy egész csapatott az Atlantai túlélőket. Shane egyetlen gondolkodó, bátor, ravasz és időnként brutális férfi, aki egy meghatározott túlélő, valamint egy erős vezető, azoknak a csoportjában. Végül Rick visszatér és felborul körülötte minden. Elveszítette Lorit és Carlt és az irányítást.

## 2. évad
Shane még mindig féltékeny és gyilkossá válik, találtak egy farmot ahol meghúzták magukat. A 2. évad 12. részében megpróbálta megölni Ricket, de végül ő halt meg és átváltozott.